# غمر جليدي الهيوروني
غمر جليدي الهيوروني هو دور جليدي امتد من 2400 إلى 2100 مليون سنة مضت، خلال عصور السيدري والرايسي في حقبة الطلائع القديمة، الغمر الجليدي الهيوروني حدث بعد حدث الأكسجة الكبير وهو الوقت الذي ازداد فيه الأكسجين وانخفض فيه الميثان في الغلاف الجوي.
هذا هو أقدم عصر جليدي معروف على كوكب الأرض وقد حدث أثناء وجود حياة بسيطة وحيدة الخلية.